# Pique macho
El pique macho o pique a lo macho es un plato típico de Bolivia. Consiste en trozos de carne de vaca, chorizo y patatas fritas. También se le añade cebolla, locoto, huevos duros, queso cortado, mostaza, mayonesa y kétchup.
Las porciones más pequeñas se denominan pique, mientras que el pique macho es una gran porción, normalmente picante debido al locoto.
El pique macho es un plato que no tiene creador debido a ser un plato muy conocido y también la historia que cuenta su creación, pero no hay nada que asegure el verdadero creador del pique macho por lo que es un plato de dominio general, incluso con todas sus variaciones. Así es el verdadero pique macho, con solo 5 ingredientes.
Se cuenta que en los años 70 unos clientes asiduos a este restaurante, entre ellos pilotos de la aerolínea LAB También hay varias versiones donde se indica que eran camioneros o simple mente gente que pasaba por el lugar buscado un plato para un macho y que fue hecho con partes de otros platillos, pidiendo que se les preparara un nuevo plato para agasajar a sus amigos y hay otra versión que asegura que tenían deseos de comer algo pero no se tenían los otros platillos por lo que se improviso algo de último momento y así nació el pique macho. Uno de los comensales, debido al picante del plato, exclamó que «este es un picado para machos», siendo un plato muy solicitado desde entonces.